# Алмейда, Джун
Джун Алмейда (англ. June Dalziel Almeida), урождённая Харт (Hart; 1930—2007) — шотландская учёная, микробиолог и вирусолог. Известна главным образом открытием коронавирусов.

## Биография
Родилась 5 октября 1930 года в Глазго в семье Харри Леонарда Харта, водителя автобуса, и его жены Джейн Далзил (урожденной Стивен).
В 1947 году она бросила  школу и, несмотря на свою хорошую академическую подготовку, не имела финансовых средств для учёбы в университете. Джун начала работать техником гистопатологии сначала в Королевском лазарете Глазго, а затем — в больнице Святого Варфоломея, где проработала до 1954 года.
В 1954 году Джун Алмейда была принята на вновь открывшуюся должность технического специалиста по электронной микроскопии в Онкологическом институте Онтарио, где работала в течение следующих десяти лет. В 1963 году она стала одной из трех авторов, совместно опубликовавших в журнале Science статью, в которой они идентифицировали вирусоподобные частицы в крови больных раком.
К 1964 году Алмейда получила степень доктора наук  (Doctor of Science (Sc.D.)) за публикации о своих исследованиях, проведенных в Онкологическом институте Онтарио и в Медицинской школе больницы Святого Томаса в Лондоне (короткое название — Сент-Томас), куда её пригласил Энтони Уотерсон (англ. Anthony Peter Waterson), только что назначенный заведующим кафедрой микробиологии в Сент-Томасе. В 1966 году Уотерсон и Алмейда сотрудничали с врачом и директором по исследованиям простуды Дэвидом Тирреллом. В этом же году Тиррелл и Алмейда впервые опубликовали фотографию коронавируса, выполненную на электронном микроскопе. Исследуемые вирусы были как бы окружены  гало, откуда и родилось название коронавирус.
В 1967 году Энтони Уотерсон занял должность в Королевской медицинской школе последипломного образования (англ. Royal Postgraduate Medical School), и туда же переехала работать Джун Алмейда. В 1971 году, используя свою методику иммунной электронной микроскопии, она сделала знаменательное открытие, что вирус гепатита В имеет два иммунологически отличных компонента — «внешнюю оболочку и небольшой внутренний компонент».
Последние годы своей профессиональной карьеры она провела в лондонском Wellcome Institute, где стала соавтором нескольких патентов в области визуализации вирусов. После окончания работы в Wellcome Institute Алмейда вышла на пенсию, но продолжала работать в качестве консультанта, участвуя в создании микрофотографий вируса ВИЧ. Стала автором ряда публикаций.
Умерла от сердечного приступа 1 декабря 2007 года в местечке Бексхилл-он-Си графства Восточный Суссекс.

### Личная жизнь
Первый раз вышла замуж в 1954 году за венесуэльского художника Энрике Алмейду (Enrique Rosalio Almeida, 1913—1993), с которым развелась в конце 1980-х годов[уточнить]. У них родилась дочь Джойс, ставшая психиатром.
Второй раз была замужем (с 1979 года[уточнить]) за вирусологом Филиппом Гарднером (Phillip Samuel Gardner, 1925—1994).